# Mair
Mair (en árabe مير), también llamada Meir, es un pueblo del Egipto Medio en la gobernación de Asiut, situado en la orilla occidental del Nilo a 8 km al oeste de la ciudad de El-Qusiya, la antigua Quis. Creció junto a la ruta de caravanas que transcurre entre El-Qusiya y Al-Farafra, y a 3 km al noroeste de la ruta entre las montañas y los uadis.
Aproximadamente a 5 km al suroeste de Mair hay una necrópolis utilizada en los Imperios Antiguo y Medio, ya que durante el Imperio Nuevo las necrópolis se trasladaron a la orilla oriental del río. Algunos sarcófagos indican su uso durante las épocas griega y romana.

## Antecedentes
| A39 | O49 |

| A39 | O49 |

| A38 | O49 |

| A38 | O49 |

Mair era el cementerio de nomarcas, alcaldes y sacerdotes de Quis, los miembros de sus familias y sus criados, principalmente durante las dinastías de la sexta a la duodécima. Se han encontrado tumbas destinadas a los obreros y artesanos en la zona occidental de la necrópolis, los sirvientes eran enterrados al este de aquellos. Los relieves encontrados en las tumbas de la dinastía XII se encuentran entre los más importantes representantes de este Arte, sobre todo los de las tumbas B1 y B2. 
A lo largo de 1,5 km son cinco los grupos de tumbas en que Blackman las subdividió; de norte a sur: grupo A (tumbas de las dinastías VI a XI), B (tumbas de la dinastía XII), C (tumbas de finales de la XII), D (dinastía VI), y E (la mayoría de tumbas de la sexta dinastía). La tumba más antigua es la de Nianjpepi (tumba A1). 
Quis fue un centro del culto a Hathor, como indica el título de los sacerdotes enterrados aquí. Sin embargo, ni en los templos ni en la ciudad se han realizado excavaciones.

## Historia
A pesar de la vigilancia en la necrópolis, durante el siglo XIX fue regularmente saqueada, robándose tablones de madera de los ataúdes, utilizados para herramientas agrícolas y en el sistema de regadío. En 1877 Muhammad Schehīn realizó un estudio por orden del Consejo de Antigüedades Egipcias, que envió a El Cairo los ataúdes mejor conservados y quemó el resto. En 1890 Émile Gaston Chassinat destacó la importancia de Mair, pero no hizo nada para proteger las tumbas. Entre los años 1892 y 1895 se autorizaron excavaciones bajo la dirección de Daressy. Se excavó en la zona A, donde se encontró una estatua de madera de Nianjpepi en la tumba A1. En los años 1899 y 1900 se realizó la limpieza de la zona de B, donde Chassinat, Daressy y Clédat copiaron las inscripciones de las tumbas. 
En 1910 se concedió licencia a Sayd Bey Khashabeh para excavar la zona entre Dairut y Dair al-Gandala, que comprendía el área de Mair. Las excavaciones se llevaron a cabo desde 1910 a 1914 bajo la dirección de Ahmed Kamal, principalmente en los grupos B, D y E, y gran parte de lo que se encontró se encuentra ahora en el Metropolitan Museum of Art de Nueva York. Los informes preliminares aparecieron en los Annales du service des antiquités de l’Égypte, volúmenes 11-15 (1911 a 1915). 

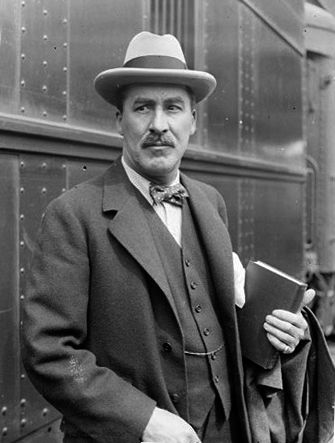
Howard Carter.

Aylward Manley Blackman realizó varias campañas (1912 a 1914, 1921, 1949 y 1950) en nombre de la Egypt Exploration Fund, estudiando las tumbas decoradas de todos los grupos, describiéndolas en seis volúmenes, y realizando la división y numeración de las tumbas.
Una mayor limpieza e investigación se llevó a cabo en la primera mitad del siglo XX: en 1918 Howard Carter investigó las tumbas del grupo B, y en la década de 1940, en nombre de la Universidad de Alejandría, excavó Sami Gabra.
Todos los estudios fueron documentados, pero nunca se hizo un mapa topográfico del lugar. Los hallazgos son mencionados, en su mayoría, sin referencia a su origen, sin dar siquiera el número de la tumba en que se encontraban. Howard Carter documentó el descubrimiento de once fosas del grupo B, de los cuales sólo cuatro se publicaron. 
El Consejo de Antigüedades aprobó techar las tumbas del grupo B cuya cubierta se había derrumbado, e incluso instaló luz eléctrica en A1 y A2.
En 1989 N. Kanawati propuso una clasificación diferente a la de Blackman, con una nueva cronología de los principales sacerdotes que, según su opinión, resuelve las paradojas de la anterior; también trata de establecer las relaciones entre las distintas personas enterradas en la necrópolis.

## Descripción de las tumbas

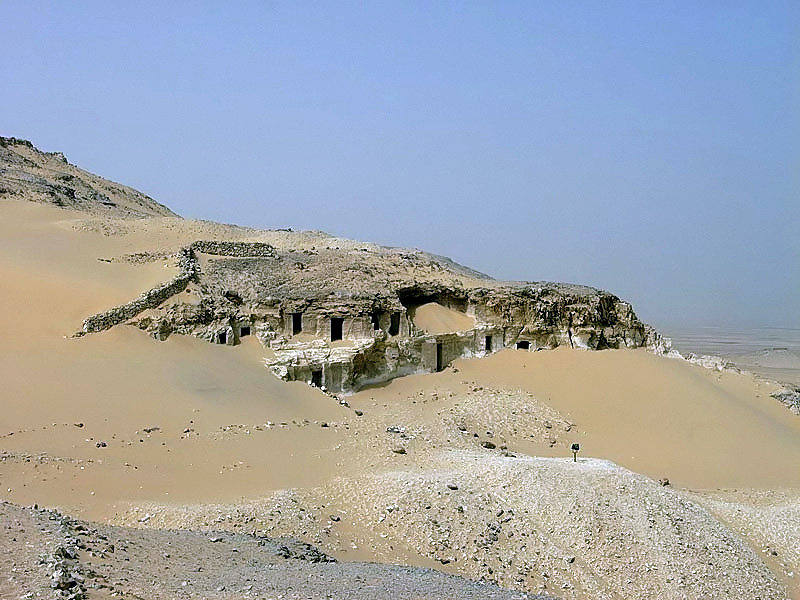
Mair, Tumbas del Grupo A.

Se trata de un conjunto de hipogeos, con un estilo particular de relieves, muy bajos y casi planos: se utilizaba caliza, y se dibujaban los contornos rebajando a continuación el fondo, que también podía estar labrado. Las figuras eran pintadas con colores planos, aunque la mayoría ha perdido su policromado. Las escenas representadas son de un gran realismo, mostrando con todo detalle escenas de la vida cotidiana, fiestas, deportes, y diferentes oficios. 
Pueden ser visitadas dos tumbas del Grupo A (sexta dinastía) y cuatro del Grupo B (decimosegunda dinastía). 

### Tumbas del Imperio Antiguo, Grupo A
Las dos tumbas están en el centro del Grupo A, se trata de las de Nianjpepi-Kem y la de su hijo Pepi-anj. Este grupo es muy diferente al de la dinastía XII, las imágenes están pintadas sobre un fondo azul. 
Tumba A1

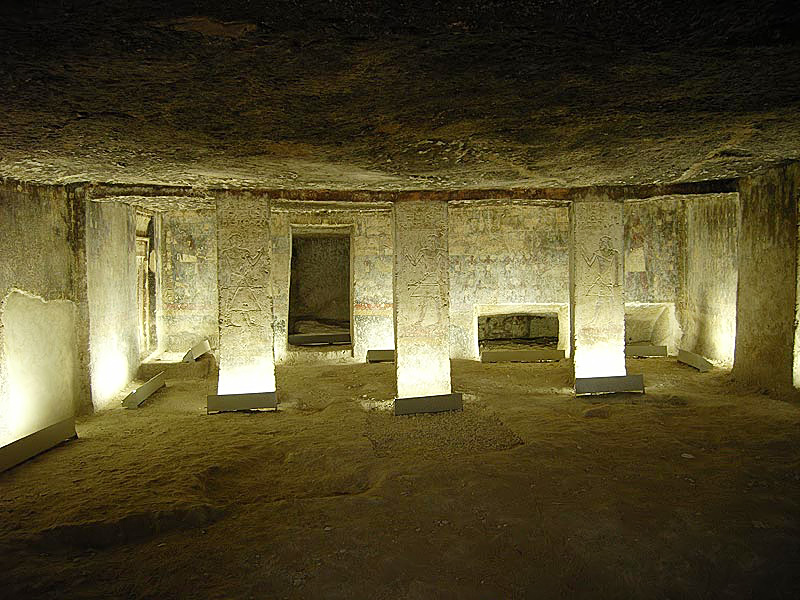
Mair, vestíbulo de la tumba A1.

Es la de Nianjpepi, Jefe del Alto Egipto, Canciller del Rey del Bajo Egipto, Cabeza de los Sacerdotes, que era contemporáneo de Meryra Pepy y llamado Nianjpepi-Kem (el negro). La entrada está situada en la zona sur, y en parte obstruida, actualmente hay que entrar a través de la tumba de su hijo (A2). Consta de un gran vestíbulo con pilares decorados. En el lado oeste hay estelas y una mesa para las ofrendas, el fondo está decorado con escenas de pesca y caza. Las siguientes tres salas están prácticamente sin decoración, con dos nichos en la pared occidental con estatuas inconclusas.
Tumba A2

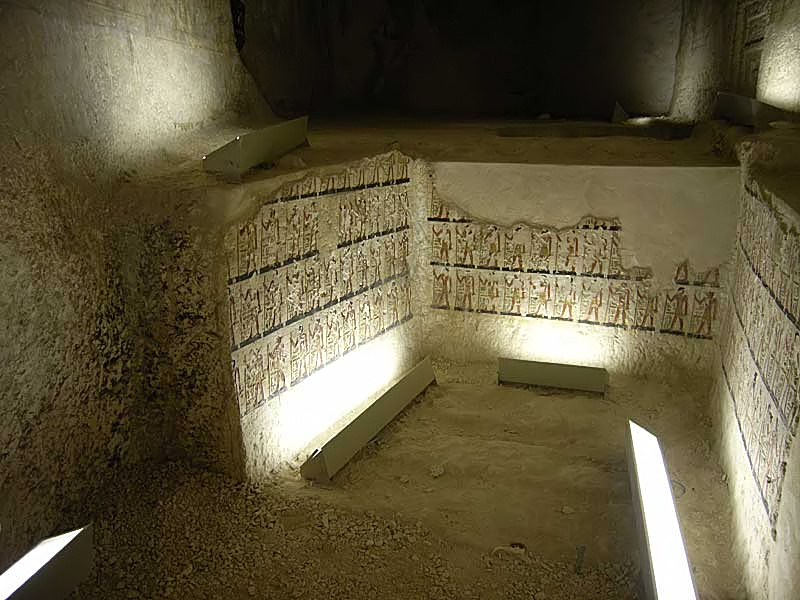
Serdab de la tumba A2.

Tumba de Pepianj, Canciller del Rey del Bajo Egipto, Cabeza de los Sacerdotes, era hijo de Nianjpepi y contemporáneo de Neferkara Pepy. Esta tumba consta de ocho salas, y su entrada está en la pared sur. En la primera cámara tras la entrada se encuentran representaciones del propietario con un gran séquito, artesanos y numerosas escenas de artesanía y agricultura. La siguiente sala hacia el norte no tiene decoración. Al este se encuentra el serdab, la cámara con la representación del Ka del fallecido; en la parte inferior se pueden ver alrededor de 250 imágenes con los títulos del señor de la tumba, en la superior hay dibujos a tinta con la barca y la tripulación que llevan a la orilla occidental del Nilo ganado, muebles y alimentos para la tumba. Al oeste de la primera sala hay otra decorada, desde la que se llega a otras dos situadas hacia el norte y sin decorar, y donde está el paso hacia la tumba de Nianjpepi (A1). En las paredes de esta sala hay pinturas con excursiones en barco, actividades agrícolas, pesca y también otras del propietario de la tumba recibiendo donaciones. Desde la esquina noreste de esta cámara se pasa a otra habitación con representaciones de batallas, y de nuevo Pepi-anj en la recepción de ofrendas.

### Tumbas del Imperio Medio, Grupo B

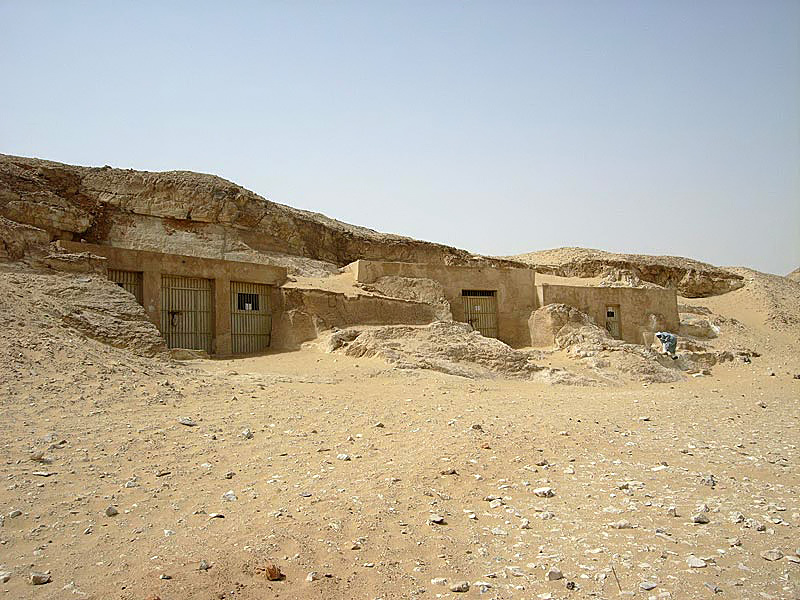
Mair, tumbas del Grupo B.

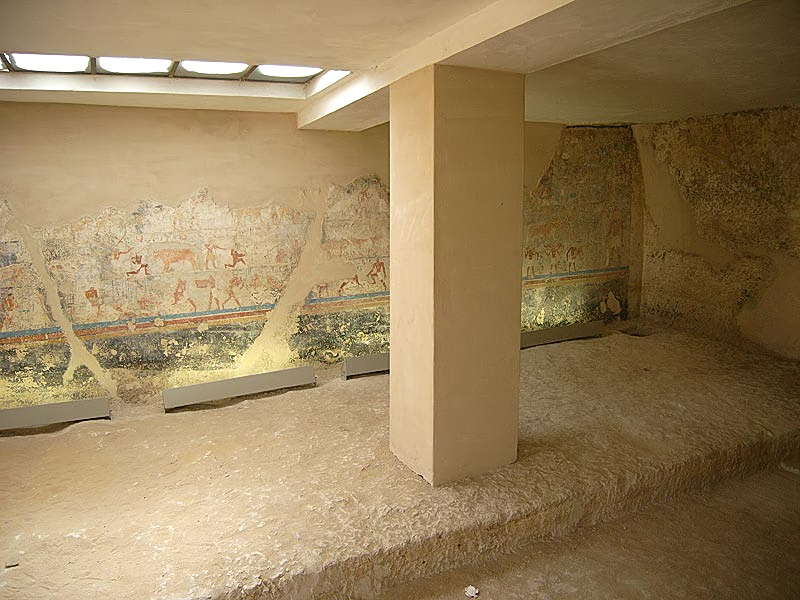
Mair, Tumba B1, pared sur.

Una de las imágenes más inusuales es la encontrada en la tumba B2 con unos famélicos pastores bejas cuidando un ganado bien alimentado. La interpretación es controvertida, algunos científicos reconocen esta tumba como la de un jefe de beduinos. 
Las tumbas se derrumbaron (probablemente en la antigüedad) y en algunas solo puede verse la parte inferior de las imágenes pintadas, pero El Consejo de Antigüedades ha techado las tumbas para impedir que continúe el deterioro. No en todos los casos el estudio está completo.
Tumba B1
Pertenece a Senbi, Príncipe, Jefe de los Sacerdotes, Canciller del Rey de Egipto en tiempos de Sehetepibra Amenemhat. La tumba consiste en una gran sala con una estatua en un nicho en la parte posterior, a la que se han añadido dos pilares al reconstruirla. La entrada está en la pared sur, y en la misma se pueden ver escenas de la vida cotidiana: pastores, carniceros, sacerdotes, toros, hombres saltando sobre los toros y una vaca de parto. La parte trasera muestra poca decoración. La pared norte muestra una fiesta con bailarines y músicos, y más escenas: luchadores, pesca en los pantanos y aves y productos agrícolas. 
Tumba B2
De Ujhotep, Príncipe, Canciller del Rey del Bajo Egipto, Cabeza de los Sacerdotes de Hathor durante el reinado de Jeperkara Senusert. Tiene una gran sala con dos pilares y una estatua en un nicho en la parte trasera. La entrada está en la pared sur, en la que se puede ver a dos hombres con burros. A la izquierda un hombre lleva ofrendas y hay portadores y pastores. En la parte trasera se puede ver al propietario de la tumba y a su esposa, escenas de toros, y portadores de ofrendas, y en el nicho de la tumba de nuevo Uj-Hotep, su esposa y el portador de las ofrendas presentadas. A la derecha (lado norte), el matrimonio con ofrendas y escenas de pastores, músicos, cosecha de papiros y pesca con barco. En la entrada norte, Ukh-Hotep y su esposa ante los escribas.
Tumba B3
Es la tumba de Senbi, hijo de Ujhotep, Príncipe heredero, Jefe de los Sacerdotes durante los reinados de Jeperkara Senusert y Nubkaura Amenemhat. Esta tumba tiene un gran vestíbulo con cuatro pilares y una posterior cámara funeraria. Hay pocos lugares decorados: En la pared sur se encuentra una estela dedicada a su hermana Mersi y algunas inscripciones en el paso a la siguiente sala. En esta tumba y en la de su hijo (la B4)
clos relieves (algunos de ellos en estilo naturalista) están entre los mejores de su tipo en el Imperio Medio. 
Tumba B4
En ella está enterrado Ujhotep, Príncipe, Jefe de los Sacerdotes de Hathor en tiempos de Nubkaura Amenemhat. Tiene una sala con un pilar y un nicho para estatuas al fondo, por donde se llega a un santuario. Todas las paredes de la tumba están decoradas: la pared de la entrada sur contiene restos de embarcaciones; Sobre la pared sur se puede ver a Ukh-Hotep pescando acompañado de otros con artes de arrastre. La parte del fondo tiene una lista con 59 Príncipes, antepasados del actual. El santuario contiene escenas de caza, ofrendas e inscripciones, y una puerta falsa situada al fondo. La pared norte muestra al propietario de la tumba con músicos y escenas cotidianas de su función como administrador. la grave antes de los músicos y el señor de los sombreros escenas, con lo ganado y el conteo. En la pared de la entrada se encuentran los restos de una escena de caza visibles, y al fondo están Ukh-Hotep Ukh-Hotep y su esposa junto a sacerdotes, y sirvientes.

### Tumbas del Imperio Medio, Grupo C
Corresponden a altos funcionarios de la dinastía XII.
Tumba C1
Tumba de Uejhotep y de sus dos esposas, no se sabe si es del reinado de Jajeperra Senusert o de Jakaura Senusert. En ella se encontró una estatua de Uejhotep acompañado por ambas mujeres, que se conserva en el Museo de Bellas Artes de Boston.

## Ajuar funerario
Los sarcófagos, vasos canopos y las cajas para éstos no se encuentran en las tumbas. Una excepción es la tumba A1, en la que se encontraron dos estatuas de madera de Nianjpepi y otra de un sirviente a finales del siglo XIX (Museo Egipcio CG 60, 236-254) así como modelos de barcos (Museo Egipcio CG 4880-4893). 
En la mayoría de las excavaciones que se realizaron bajo Ahmed Kamal y sus predecesores se realizaron hallazgos, pero no se documentó el lugar donde estaban. Entre ellos se encuentran la mayoría de los féretros, estatuas, estelas, mesas para ofrendas, una paleta de madera con el nombre del faraón Merykara y otro modelo de barco.

### Citas
1. ↑  Kessler, Dieter: op. cit., pp. 14–19.
2. ↑  Blackman: op. cit., pp. 14–16.
3. ↑   Porter: op. cit., pp.370–373.
4. ↑  Gabra: op. cit., pp. 131–134.
5. ↑  Kanawati: op. cit., pp. 75-80.
6. ↑  Artehistoria: El relieve, dinastías V y VI.
7. ↑  Alegre García: op. cit.: galería fotográfica
8. ↑  Porter y Moss: op. cit., pp.247–258.
9. ↑  Lapp: obras citadas.